# Kriti Sanon
Kriti Sanon (n. 27 iulie 1990, New Delhi, Teritoriul Capitalei Naționale Delhi⁠(d), India) este o actriță și model indiană.

## Biografie
Sanon s-a născut pe 27 iulie 1990 în New Delhi. Mama ei, Geeta Sanon, este profesoară de fizică la Universitatea din Delhi⁠(d), în timp ce tatăl ei Rahul Sanon este expert contabil⁠(d). Ea provine dintr-o familie hindusă punjabi. Sora ei mai mică, Nupur Sanon⁠(d), este de asemenea actriță.
Sanon a urmat cursurile Școlii Publice din Delhi, R. K. Puram⁠(d) și mai târziu a obținut o diplomă de licență în inginerie electronică și telecomunicații de la Jaypee Institute of Information Technology⁠(d) din Noida. Ea a lucrat pentru scurt timp ca model înainte de a deveni actriță.

## Carieră
Sanon și-a făcut debutul în actorie în 2014 cu thrillerul psihologic de acțiune 1: Nenokkadine⁠(d), interpretând partenerul amoros al personajului Mahesh Babu⁠(d). Rolul i-a cerut să participe la secvențe de acțiune filmate pe mare; ea a declarat că a trecut printr-o experiență neplăcută, deoarece nu știa să înoate. După terminarea primului program din 1: Nenokkadine, Sanon a fost angajată pentru Heropanti, un film de acțiune hindi alături de noul venit Tiger Shroff⁠(d), ea și-a împărțit timpul între ambele filme. Sanon a câștigat Premiul Filmfare pentru cel mai bun debut feminin și Premiul IIFA pentru Starul de debut al anului - feminin pentru Heropanti.
Rolul principal al lui Sanon ca femeie încăpățânată dintr-un orășel care aspiră la o viață mai bună în comedia romantică O fată liberă a lui Ashwiny Iyer Tiwari⁠(d) a fost mai bine primit, cu Ayushmann Khurrana⁠(d) și Rajkummar Rao⁠(d) în rolurile iubiților ei, filmul a fost o adaptare a romanului Ingredientele iubirii al scriitorului francez Nicolas Barreau⁠(d). Saibal Chatterjee de la NDTV⁠(d) a remarcat că "povara de a face Bareilly Ki Barfi să funcționeze îi revine lui Kriti Sanon, iar ea nu greșește deloc", însă Shubhra Gupta de la The Indian Express⁠(d) a considerat că, în ciuda efortului depus de Sanon, interpretarea ei a fost lipsită de naturalism.
În 2019, Sanon a apărut pe lista Forbes India's Celebrity 100, ocupând locul 38, cu un venit anual estimat de 80,9 milioane de rupii. În 2022, ediția indiană a revistei GQ a inclus-o pe lista "Cei mai influenți 30 de tineri indieni" ai națiunii. În lista celor mai dorite 50 de femei din Times of India⁠(d), ea a ocupat locul 14 în 2017, locul 13 în 2018, locul 15 în 2019 și locul 19 în 2020. Sanon are o amprentă mare pe social media, cu peste 54 de milioane de urmăritori pe Instagram.
În 2024, Sanon a jucat alături de Shahid Kapoor în Teri Baaton Mein Aisa Uljha Jiya⁠(d), o comedie științifico-fantastică romantică între un bărbat și un robot, în care a interpretat-o pe SIFRA, un robot umanoid⁠(d). Monika Rawal Kukreja de la Hindustan Times⁠(d) a apreciat aspectul și limbajul corpului ei de robot, dar a deplâns faptul că "povestea săracă nu îi permite să dea totul". Apoi a jucat alături de Tabu⁠(d) și Kareena Kapoor Khan⁠(d) în filmul Crew⁠(d), în care trio-ul a jucat rolul însoțitoarelor de bord. În pregătire, ele au primit instruire de la foști membri ai echipajului de cabină. Shomini Sen de la WION a apreciat-o pe Sanon pentru că a rezistat în prezența lui Tabu și Kapoor Khan. Atât Teri Baaton Mein Aisa Uljha Jiya, cât și Crew s-au impus ca succese comerciale.
Sanon și-a lansat propria companie de producție, numită Blue Butterfly Films, în cadrul căreia va produce și va juca în Do Patti⁠(d), un film de mister pentru Netflix.

## Filmografie
| An   | Titlu                            | Rol                             | Note | Ref.   |
| ---- | -------------------------------- | ------------------------------- | ---- | ------ |
| 2014 | 1: Nenokkadine                   | Sameera                         |      | [ 34 ] |
| 2014 | Heropanti                        | Dimpy Chaudhary                 |      | [ 35 ] |
| 2015 | Dohchay                          | Meera                           |      | [ 36 ] |
| 2015 | Dilwale                          | Ishita Malik                    |      | [ 37 ] |
| 2017 | Raabta                           | Saira Singh / Saiba Qazi        |      | [ 38 ] |
| 2017 | O fată liberă                    | Bitti Mishra                    |      | [ 39 ] |
| 2018 | Stree                            |                                 |      | [ 40 ] |
| 2019 | Luka Chuppi                      | Rashmi Trivedi                  |      | [ 41 ] |
| 2019 | Kalank                           |                                 |      | [ 42 ] |
| 2019 | Arjun Patiala                    | Ritu Randhawa                   |      | [ 43 ] |
| 2019 | Housefull 4                      | Rajkumari Madhu / Kriti Thakral |      | [ 44 ] |
| 2019 | Panipat                          | Parvatibai                      |      | [ 45 ] |
| 2019 | Pati Patni Aur Woh               | Neha Khanna                     |      | [ 46 ] |
| 2021 | Mimi                             | Mimi Rathore                    |      | [ 47 ] |
| 2021 | Hum Do Hamare Do                 | Aanya Mehra                     |      | [ 48 ] |
| 2022 | Bachchhan Paandey                | Myra Devekar                    |      | [ 49 ] |
| 2022 | Heropanti 2                      |                                 |      | [ 50 ] |
| 2022 | Bhediya                          | Dr. Anika                       |      | [ 51 ] |
| 2023 | Shehzada                         | Samara Singh                    |      | [ 52 ] |
| 2023 | Adipurush                        | Janaki                          |      | [ 53 ] |
| 2023 | Ganapath                         | Jassi Singh                     |      | [ 54 ] |
| 2024 | Teri Baaton Mein Aisa Uljha Jiya | SIFRA                           |      | [ 55 ] |
| 2024 | Crew                             | Divya Rana                      |      | [ 56 ] |
| 2024 | Do Patti                         | Saumya Sood / Shailee Sood      |      | [ 57 ] |